# Nazionale di bob del Messico
La nazionale di bob del Messico è la selezione che rappresenta il Messico nelle competizioni internazionali di bob.
La squadra ha preso parte a quattro edizioni dei Giochi olimpici invernali. Pur non avendo vinto medaglie, la squadra detiene il record mondiale di fratelli (quattro) partecipanti ad un unico evento olimpico invernale.

## Storia
Il Messico debuttò nella seconda edizione dei Giochi olimpici invernali di Sankt Moritz 1928, con i cinque atleti del bob, tutti esponenti dell'alta società: Mario Casasús era un ufficiale militare che aveva legami con il mondo della finanza e aveva una relazione con la moglie del filantropo americano Frank Jay Gould; Lorenzo Elízaga era un aristocratico e proprietario immobiliare con residenza a Parigi e che in seguito sposò un'attrice e morì in Spagna nel 1996. Genaro e José Díaz Raigosa erano invece i nipoti del presidente messicano Porfirio Díaz, che era stato spodestato dal potere e mandato in esilio a Parigi nel 1911, dove morì pochi anni dopo. Riguardo all'ultimo componente, Juan de Landa, si suppone che fosse parente dei fratelli Manuel, Pablo ed Eustaquio Escandón, che vinsero la medaglia di bronzo per il Messico nel torneo di polo alle Olimpiadi di Parigi 1900. Il quintetto messicano si classificò all'11º posto assoluto (arrivando 16º nella prima manche e 8° nella seconda) su 25 squadre partecipanti. Il Messico intendeva inviare un'altra squadra ai Giochi di Lake Placid 1932, ma poi non gareggiò.
La nazionale messicana riapparve dopo 60 anni ai Giochi invernali di Calgary 1988, grazie agli sforzi dei quattro fratelli José Eduardo, Jorge Antonio, Luis Adrián e Roberto Tamés Perea. Dopo aver visto la partecipazione dello sciatore Hubertus von Hohenlohe a Sarajevo 1984, Roberto Tamés pensò che se un principe austriaco era riuscito ad andare alle Olimpiadi invernali in rappresentanza del Messico, lo avrebbe potuto fare pure lui insieme ai fratelli. Vennero derisi dal Comitato olimpico messicano, che però concesse loro di fare un tentativo, a patto di non ricevere finanziamenti; il Comitato olimpico internazionale suggerì invece di frequentare nel maggio 1984 un corso per allenatori di bob a Lake Placid (New York), luogo che raggiunsero con un furgone partito da Guadalajara. Visto il loro entusiasmo, furono invitati in Germania per un addestramento a Konigsee, per apprendere i rudimenti per conseguire la licenza a Oberhof: non avendo esperienza e non avendo neppure mai visto in vita loro la neve, fu consigliato loro di dividersi in due equipaggi da bob a due. Nel 1985 i fratelli messicani si lanciarono giù per la nuova pista di Calgary, considerata come molto sicura, ma ciò non impedì alla guidoslitta di Roberto e Drian di ribaltarsi alla curva 7. Non avendo trovato finanziatori, i quattro fratelli si trasferirono a Dallas, nel Texas, per guadagnare qualche soldo in un ristorante messicano e trovare gli spazi per allenarsi in proprio. Alla fine vennero convocati nella delegazione messicana. Nel dicembre 1987 riuscirono ad affittare un bob del fotografo Brian Gavriloff di Edmonton; partirono quindi verso Calgary con un furgone, ma a causa dell'inesperienza a guidare con il clima invernale, furono coinvolti in alcuni incidenti, tanto che furono costretti a noleggiare uno scuolabus con il riscaldamento rotto per raggiungere la sede olimpica, dove furono subito battezzati come i Quatro Amigos dai media, interessati anche a seguire la novità della Nazionale di bob della Giamaica. Durante una delle prime discese si schiantarono con la slitta di Gavriloff, ma in ogni caso entrambi gli equipaggi riuscirono a completare le quattro discese previste (36º e 37º posto su 41 squadre), entrando così nel Guinness World Records come il maggior numero di fratelli a competere in un singolo evento delle Olimpiadi invernali.
Quattro anni dopo, ad Albertville 1992 Adrian Tamés prese parte alla gara del bob a quattro, mentre il fratello Eduardo era riserva; successivamente, i quattro fratelli andarono per la loro strada. Grazie alla sponsorizzazione di un'azienda di prodotti per capelli, Roberto Tamés ha gareggiato alle sue terze Olimpiadi invernali a Salt Lake City 2002 (dove fu portabandiera), mentre nel 2005 venne squalificato nelle gare di qualificazioni per Torino 2006 per aver assunto sostanze proibite, usate come antidolorifico per un infortunio alla gamba.

## Partecipazione ai giochi olimpici invernali

### Bob a quattro maschile
| anno | città       | classifica | composizione |
| ---- | ----------- | ---------- | --- |
| 1928 | St. Moritz  | 11         | Lorenzo Elízaga, Juan de Landa, Genaro Díaz Raigosa, Mario Casasús, José de la Cruz Porfirio Genaro Díaz Raigosa |
| 1992 | Albertville | 28         | Luis Adrián Tamés, Ricardo Rodríguez, Francisco Negrete, Carlos Casar                                            |

### Bob a due maschile
| anno | città          | classifica | composizione                                             |
| ---- | -------------- | ---------- | -------------------------------------------------------- |
| 1988 | Calgary        | 41 42      | Jorge Tamés, José Tamés Roberto Tamés, Luis Adrián Tamés |
| 2002 | Salt Lake City | 35         | Roberto Lauderdale, Roberto Tamés                        |